# الکساندرا، بخش تورک
الکساندرا، بخش تورک (به لاتین: Aleksandrów, Turek County) یک منطقهٔ مسکونی در لهستان است که در Gmina Przykona واقع شده‌است.

## خصوصیات
الکساندرا ۱۲۰ نفر جمعیت دارد.